# Pierre Spiers
Pierre Spiers, 1er prix du Conservatoire de Paris, élève de Marguerite Long, est harpiste, pianiste, organiste, compositeur, chef d'orchestre et arrangeur. 

## Biographie
Pierre Spiers est né à Boulogne-sur-Mer le 17 octobre 1917 d'une famille de commerçant papetier d'origine écossaise et belge. 
Il a travaillé avec de très nombreux musiciens et chanteurs : Stéphane Grappelli, Jerry Mengo, Hubert Rostaing, André Verchuren, Raymond Legrand, Nicole Louvier, Jean Sablon, Pierre Delanoé, Bruno Coquatrix, et plus particulièrement Joséphine Baker et Tino Rossi dont il fut longtemps le chef d'Orchestre....
À sa sortie du Conservatoire de Paris, il débute comme harpiste à l'Opéra de Paris
Puis Pierre Spiers s'est d'abord fait connaître auprès du public dans le cadre d'un trio (fondé avec le clarinettiste Hubert Rostaing et le batteur Jerry Mengo) signé par la toute nouvelle maison de disque Vega fondée en 1955. Ce jazz trio obtint, dans les années 1940 et 50, un certain succès notamment à la Radiodiffusion française avec une musique aux couleurs du middle-jazz comme le rapporte le journal Le Monde dans sa biographie nécrologique du 1er aout 1980. Ils enregistrent ensemble ainsi 3 albums :  l’album Un Trio Célèbre, Un Septuor Charmant  est publié en 1956, il est suivi des LP Le Trio… en 1957 et de Encore! Encore! en 1958..
Il fut aussi le chef d'orchestre de l'émission Télé-Dimanche animée par Roger Lanzac dans les années 1960. Il en composa le générique. Il tourna dans un film de Julien Duvivier L'Homme à l'imperméable avec Fernandel et Bernard Blier en février 1957.
En 1968, il obtient le Grand Prix du disque de l’Académie Charles-Cros pour son album intitulé Grand Orchestre Et Chœurs de "La Discotheque de Paris"* sous la direction de Pierre Spiers : Pour Danser ... Cocktail "Tubes".
Spiers a fondé le Syndicat des chefs d'orchestre qui deviendra ultérieurement après regroupement avec d’autres branches syndicales de la musique le Syndicat National des Artistes, Chefs d’Orchestre, Professionnels de Variétés et Arrangeurs (SNACOPVA) et il a aussi été, de 1969 à 1971, administrateur de la SACEM et, de 1969 à sa mort, administrateur de la S.D.R.M.
Il est encore le Directeur artistique et musical du Label Multi-Techniques, spécialisé dans les disques publicitaires (souples ou vinyles) : à ce titre il accompagne des vedettes de la chanson qui sous l'anonymat des Compagnons de la Discothèque viennent enregistrer près de 2 000 succès entre 1958 et 1975. L'ensemble des droits de Multi-techniques ont été transférés en 1994 à SARDISC (Productions Bruno Sartène).
Il deviendra encore le Directeur artistique des disques Bel Air, aux côtés de Nicole Barclay.
Il s'est produit sous le pseudonyme de Winston Presley et Cecil Garland. Il dirige divers orchestres Pierre Spiers et ses rythmes, le Hollywood Club Orchestra, Orchestre Lespeau, Le Trio avec Hubert Rostaing et Jerry Mengo,  ou Pierre Spiers et Les compagnons du dimanche.
De 1978 à la fin de sa vie, Spiers prend encore la direction des éditions Paul Beuscher et fonde en 1977 l'Ecole de Musique Populaire au Palais des Congrès (Porte Maillot) à Paris. En outre il fut aussi professeur de piano renommé.
Il est mort sur le paquebot Mermoz à Dublin le 29 juillet 1980 d'une crise cardiaque en mer au cours d'une tournée dans l'Atlantique Nord avec les Croisières Paquet.

## Récompense musicale
- 1968 : Grand Prix du disque décerné par l’académie Charles-Cros[1] pour l’album pour son album intitulé : Grand Orchestre Et Chœurs de "La Discotheque de Paris" sous la direction de Pierre Spiers : Pour Danser ... Cocktail "Tubes". (publié par la maison de disques Discothèque De Paris dont c’est le premier LP paru en 1968 et qui est fondé en Suzanne Haïm )

## Discographie
En 78, 45 et 33 tours.
- Hollywood Party (disque publicitaire)
- Mensonge de ma vie
- 22, v’là les…!
- Chansons pour nos petits
- Musique pour snack no 2
- Le pays d’où je viens
- Madison on the beach
- Ça s'est fait simplement / mon cher amour, bonjour
- You can find it in my heart / Jerry's boogie / My melancholy baby / I love You : 45t Vega 1708 avec Le Trio

33 tours citations de S Guitry 1953.

### Trio Pierre Spiers,Hubert Rostaing,Jerry Mengo
Ce trio est composé de Pierre Spiers au piano (et aussi au celesta, orgue, clavinet ), Hubert Rostaing à la clarinette et de Jerry Mungo à la batterie. 14 années après Jerry Mengo et donc en 1968, Pierre Spiers obtiendra lui aussi le Grand prix du disque de l’académie Charles-Cros.
- 1956 : Un Trio Célèbre, Un Septuor Charmant ∫ Disques Vega - Vega V 35 M 723
- 1957 : Le Trio… ∫ Disques Vega - Vega V 35 M 748
- 1958 : Encore! Encore!  ∫ Disques Vega - Vega V 30 S 762

Réédition de l’album de 1958 sans Hubert Rostaing…
- 1959 : Pierre Spiers Et Jerry Mengo : Encore! Encore!  ∫ Disques Columbia - Columbia FP 1120 et 33 FP 1120
- 1968: Josephine Baker: C'est vous
- 1975: Josephine Baker á Bobino